# Örebroutställningen 1911

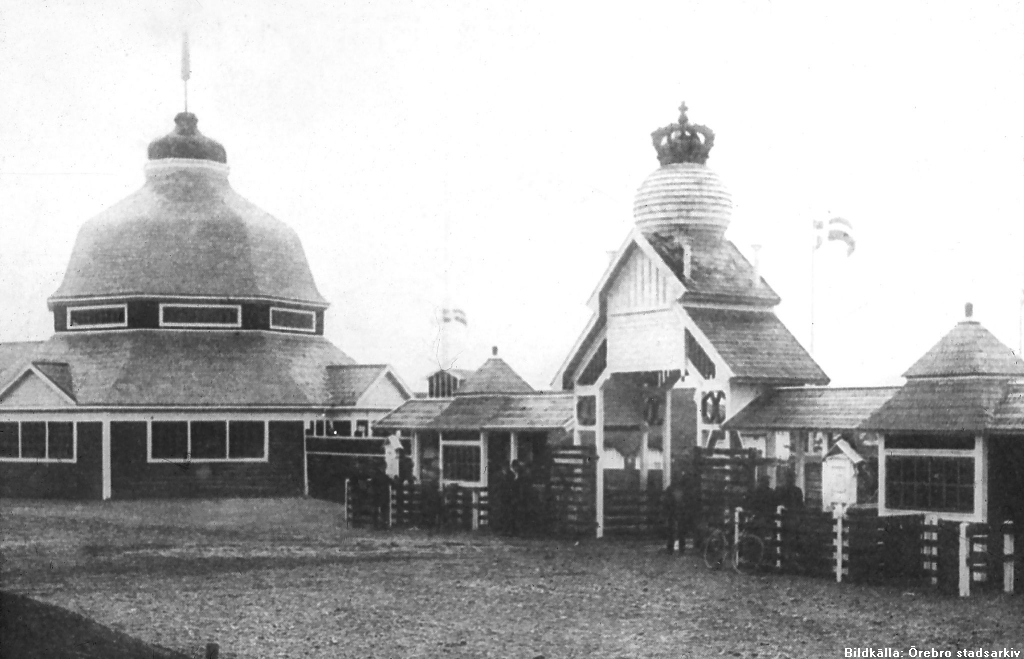
Från lantbruksutställningen 1911 i Drottningparken.

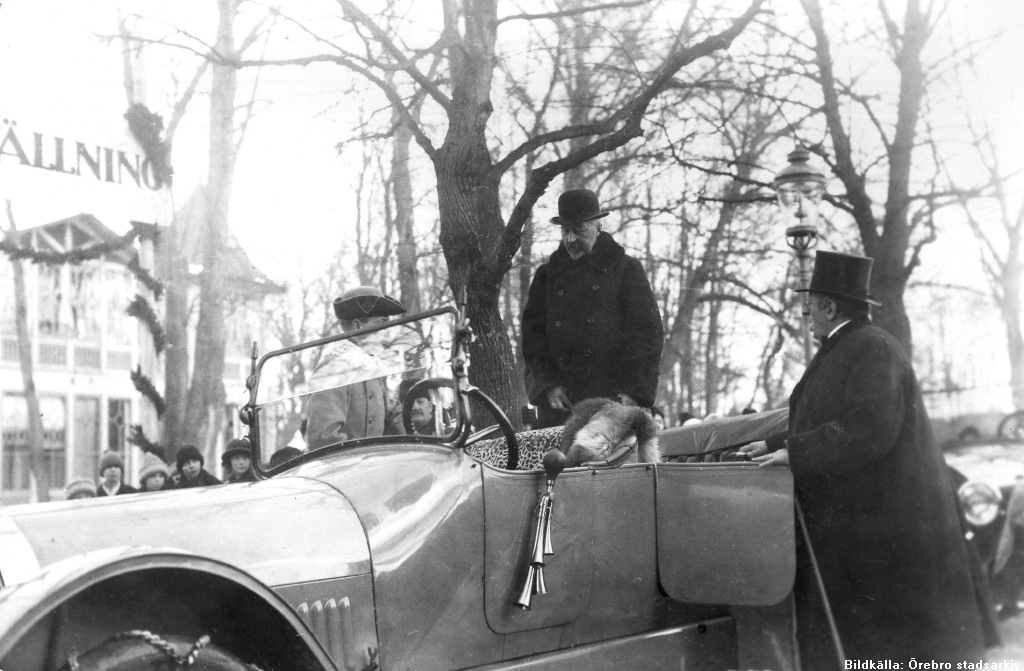
Prins Eugen, hertigen av Närke besöker Örebroutställningen 1911. Prins Eugen står i mitten på bilden och fabrikör Anton Hahn, vice ordförande i programkommittén, står till höger.

Örebroutställningen 1911 bestod av två delar. Under sommaren 1911 hölls det både industri- och hemslöjdsutställning samt en lantbruksutställning.
Ordförande för programkommittén för Örebroutställningen 1911 var landshövding Theodor Nordström. Fabrikör Anton Hahn fungerade som närmaste man och vice ordförande. Med i styrelsen satt även stadsarkitekten Magnus Dahlander.

## Örebro Industri- och slöjdutställning 1911
Örebro Industri- och slöjdutställning avhölls den 21 juni - 16 juli 1911. Platsen för denna utställning var Karolinska läroverket och Livregementets husarers ridhus vid Olaigatan. Dessutom hade skolans och ridhusets gårdsplaner tagits i anspråk. Utställningens anordnare var Örebro läns slöjdförening samt Örebro Fabriks- och hantverksförening. Länets industrier och hantverksidkare fick under tre veckors tid chansen att visa upp sina alster.  Invigningen skedde den 21 juni på Karolinska läroverkets skolgård och några dagar senare, den 3 juli, invigdes även en lantbruksutställning strax nedanför Södra kyrkogården.
Utställningen var ett populärt evenemang som lockade 70 000 besökare. För invånarna i Örebro blev sommaren 1911 en händelserik sommar. Då hade Örebro stad en befolkning på omkring 30 000 invånare.

## 21:a Allmänna svenska lantbruksmötet
Platsen för lantbruksmötet var Drottningparken vid stadens södra infart. Mötet avhölls den 3 - 9 juli 1911. Själva mötesförhandlingarna ägde rum på Tekniska Elementarskolan vid Kungsgatan. Under en veckas tid besöktes lantbruksutställningen av över 100 000 personer.

## Festligheterna
Festligheterna kulminerade den 3 juli då Prins Carl och närkesherigen Prins Eugen tillsammans med kung Gustaf V besökte utställningarna. Det var även meningen att drottning Victoria skulle komma, men hon hade blivit försenad på hemresa från Wiesbaden. Efter att kungligheterna hade besett industriutställningen invigdes lantbruksmötet. På kvällen följde en middag på Stora hotellet, där kungligheterna deltog tillsammans med 300 personer.

## Övriga arrangemang
Förutom de officiella delarna av utställningen fanns många kringarrangemang. Skådespelarna Axel Ringvall och Inga Berentz från Stockholm höll viskvällar i socitetssalongen i Adolfsbergs hälsobrunn. På Strömsnäs kunde man höra revyskådespelerskan Zara Backman. Ett tivoli fanns uppställt i hörnet av Kungsgatan och Bondegatan. Frankonis Cirkus fanns i staden. Vid Karl Johans torg fanns Olsens stora menageri.

## Den första flygplansflygningen i staden
Örebroarna fick under dessa dagar även beskåda  de första flygplansflygningen i staden. Den största attraktionen stod dock flygpionjären friherre Carl Cederström, även kallad Flygbaronen, för. Han kom till staden under lantbruksmötets första dagar och gjorde tre kvällar i rad uppstigningar från Svea trängkårs fält, där Västra Mark nu ligger. Han var uppe 20 minuter varje gång. Det var den 4 juli som Flygbaronen visade upp sina färdigheter vid en flyguppvisning vid Svea Trängkårs regemente väster om staden.

## Tågolycka
Den 9 juli inträffade en tågolycka vid Örebro södra. Ett tåg som kom från Svartåbanan körde in i ett extrainsatt tåg som stod stilla vid stationen. Sju personer klämdes fast, men ingen blev allvarligt skadad.